# Operophtera fusca
Operophtera fusca är en fjärilsart som beskrevs av Barend J. Lempke 1950. Operophtera fusca ingår i släktet Operophtera och familjen mätare. Inga underarter finns listade i Catalogue of Life.